# Núria Gispert i Feliu
Núria Gispert y Feliu (Barcelona, 6 de junio de 1936-Ibidem, 16 de septiembre de 2020) fue una maestra, dirigente del mundo asociativo, activista cristiana y política española.

## Biografía
Su padre la animó a comprometerse con los más débiles. Empezó su voluntariado a los catorce años en una escuela del barrio de Can Tunis, donde ayudaba a unas religiosas que atendían a hijos de madres solteras, de prostitutas y de familias desestructuradas. Iba "los domingos por la tarde, enseñando catecismo y hablando con madres e hijos". Diplomada en Magisterio, estuvo vinculada desde su juventud al escultismo y a numerosos movimientos de militancia cristiana. Participó en la formación de la Asociación de Vecinos del Barrio de San Andreu de Palomar en 1970. Formó parte de la primera junta del Club Natación San Andreu en 1971. También fue presidenta del APA del Colegio Nuestra Sra. de Ángeles entre 1969 y 1975 y secretaria del APA del Colegio Jesús María y José entre el 1969 y 1975. Además, promovió el Grupo Derechos Humanos San Andreu entre 1969 y 1979.
Fue regidora del Ayuntamiento de Barcelona por el PSUC y posteriormente por el PSC de 1979 a 1995. A lo largo de este periodo, Núria Gispert desarrolló una intensa actividad pública en el ámbito de los servicios sociales municipales, donde dedicó especial atención al desarrollo de las políticas locales de infancia, vivienda, cultura y movimientos cívicos. En la vida interna del PSC, se posicionó junto a Raimon Obiols en la pugna con el sector de Josep Maria Sala.
En el campo eclesial en 1995 el cardenal Ricard Maria Carles la escogió para participar en las sesiones del Concilio Provincial Tarraconense donde defendió las actitudes más abiertas, sociales y de compromiso eclesial con la cultura catalana. Fue directora de Càritas Diocesana de Barcelona (1998-2004), y presidenta de Cáritas Española (2002-2004). Presentó su dimisión de estos cargos el 14 de noviembre de 2004 por razones personales, después de compaginar las dos tareas, en Madrid y Barcelona, durante dos años.
Durante los últimos años continuó colaborando en varias instituciones sociales y cívicas. En 2000 fue elegida miembro de la Fundación Trinijove y desde 2002 de la Fundación Pere Tarrés, la Fundación Internacional Olof Palme y la Fundación Vicenciana. En 2004 formó parte del Consejo Deontológico de la Asociación de la Prensa de Madrid, de la Fundación del Consejo de la Información de Cataluña, del Centro de Estudios Jordi Pujol y del consejo asesor de la Fundació Catalana de l'Esplai. También colaboró como voluntaria con la ONG Braval.
Formó parte de la Asociación Consell de Ciento que agrupa los exregidores y exregidoras del Ayuntamiento de Barcelona.
Falleció el 16 de septiembre de 2020 a los 84 años de edad víctima de cáncer colorrectal.

## Reconocimientos
El diciembre de 2002 fue condecorada con la Cruz de Sant Jordi que concede la Generalidad de Cataluña por el conjunto de una trayectoria que ha contribuido al progreso y al bienestar de los ciudadanos desde una acreditada sensibilidad social y vocación de servicio a los intereses colectivos. El mes de julio del año 2013 el Parlamento de Cataluña anunció el otorgamiento del máximo galardón de la institución, la Medalla de Honor del Parlamento de Cataluña por una trayectoria vital marcada por el compromiso social, que la ha llevado a participar en la política municipal, el activismo vecinal y cívico, y en muchas iniciativas de carácter solidario. La entrega del galardón fue el 10 de septiembre del 2013. El 2014 fue uno de los tres finalistas al Premio Catalán del Año 2013, que otorga El Periódico de Cataluña y TV3, junto con los hermanos Roca y Josefina Castellví y Piulachs, que se llevó el galardón. El año 2014 fue la encargada de realizar el pregón de las Fiestas de la Merced, durante el cual hizo un llamamiento para luchar contra las desigualdades.